# 紀野知成
紀野 知成（Tomonari Kino きの ともなり、1984年 - ）は、日本の起業家、実業家。アットハース株式会社の創業者・代表取締役社長。 

## 人物・経歴
1984年
秋田県生まれ、8歳から養護学校で親と離れて暮らし、障害者の児童達と共同生活で育つ。
2001年
アメリカノースカロライナ州の高校に交換留学。飛び級。黒人のホストファミリーとハイスクールに通い、人種問題と直面。
2004年
上智大学比較文化学部入学後、日本人の英語力底上げを目指し、三省堂書店・と共にeラーニング事業を立ち上げ。在学中20を越える発展途上国に中長期滞在の上、国際協力を行う。
2009年
三菱商事入社。エネルギーの輸入業務を3年経験後、ウラン投資業務の為2年間渡仏。(ヨーロッパ言語共通参照枠 のフランス語DALF C1を取得)
2014年
外国人サポート事業を行う為三菱商事退社。コンセプト型シェアハウスのポータルサイトの運営に関わる。海外帰りの日本人と外国人向けのシェアハウス「Tokyo Hearth」を設立。18部屋に対し年間400人以上の集客、稼働率95%を達成。
2015年
東京都の在留外国人に特化した事業を行うべく、東京ハース株式会社（現アットハース株式会社）立ち上げ。
外国人受け入れ可能な国際人材の育成と外国人学生の就職斡旋を行う。
-日本人向け海外インターンシップ「Global Wing」西海岸の立ち上げ。
-東京国際大学の就職課にて600人強の外国人学部生のキャリアコンサルタントを務める。
2016年
　安倍晋三首相が「シリコンバレーと日本の架け橋プロジェクト」の一環として、16年にスタートした、経済産業省が推進するスタートアップ企業の育成支援プログラム「JーStartup」の前身である「飛躍」に全国から８社のうち１社として選抜される。世界最大のスタートアップイベントであるSlushヘルシンキとTech Crunchベルリンに派遣され、ヘルシンキとベルリンの経済産業省と外務省にて日本を代表するスタートアップの起業家として登壇。
2017年
　国内最大級スタートアップイベントの第１１回インキュベートキャンプに全国から１６人の起業家の１人として選出され、初日に１６人の投資家の内５人から１位の評価を受ける。２日間の成長を評価するグロース賞では２位、２日間の総合４位、SMBC賞、アーンスト&ヤング賞を４つ受賞する。同年９月には、東京都内起業家の世界展開を後押しするプログラム「XーHUB TOKYO ドイツ ベルリン・ミュンヘンコース」に全国の起業家５人の内１人として採択される。
2018年　
国内最大の起業家・投資家の情報検索サービス StartupListにて起業家検索ランキングで4位に選出されるなど、国内の投資家の注目を集める。
同年8月には400名超が来場したスタートアップコミュニティ「StarBurst」のピッチイベント「StarBurst DEMODAY #5 」に登壇。StarBurstの中でも特に活躍が目覚ましいスタートアップ8社の中からTokyo Hearthが３位入賞と31VENTURES賞を受賞した。
2019年　
代表を務める東京ハース株式会社の社名をアットハース株式会社へ変更。オンライン内覧・決済・契約可能な外国人向け賃貸仲介サービス「AtHearth」をリリース。4,100万円資金調達を達成。 三菱商事出身の起業家として日経産業新聞にて特集される。
2020年　
アットハース株式会社にて4,000万円の追加資金調達、累計8100万円の資金調達を達成。

## メディア
- 数千人を支援した気鋭の起業家ＩＴで挑む外国人居住の壁　アットハース・紀野知成社長 NEWSWITCH 2019年2月26日
- アットハース株式会社CEO紀野知成さんに聞く、「起業家になること」より大切なこと VOISS 2019年7月15日
- 「5年後、10年後にくる世界を1年でも早く創りたい」外国人専門の賃貸仲介サービス「アットハース」アットハース株式会社 紀野知成起業サプリジャーナル 2021年02月04日

| スタブアイコン | サブスタブ | この項目は、まだ閲覧者の調べものの参照としては役立たない、人物に関連した書きかけの項目です。この項目を加筆・訂正などしてくださる協力者を求めています（P:人物伝/PJ:人物伝）。 |